# Leandro Vuaden
Leandro Pedro Vuaden (* 28. Juni 1975 in Roca Sales, RS) ist ein brasilianischer Fußballschiedsrichter.
Vauden leitet Spiele in der brasilianischen Fußballmeisterschaft und weiteren nationalen Wettbewerben. Des Weiteren tritt er für die FIFA und den südamerikanischen Verband Conmebol an.

## Auszeichnung
- Prêmio Craque do Brasileirão: 2020[1]